# District d'Embrun
Le district d'Embrun est une ancienne division territoriale française du département des Hautes-Alpes de 1790 à 1795.
Il était composé des cantons de Embrun, Baratier, Chorges, Guillestre, Millevents, Mont-Lion, Ourcieres, Remollon, Savines et Vallon.
Le district d'Embrun est majoritairement incorporé à l'arrondissement d'Embrun lors de la réforme administrative de 1800, à l'exception du canton de Vallon incorporé à l'arrondissement de Gap. 